# The Munch Box
The Munch Box est un jeu télévisé de cuisine pour enfants diffusé sur CITV du 5 octobre 2013 au 13 décembre 2014, animé par Layla Anna-Lee avec Ben Ebbrell pour la série 1, et par Joe Hurd pour la série 2.

## Diffusion
| Saison | Date de début     | Date de fin      | Épisodes |
| ------ | ----------------- | ---------------- | -------- |
| 1      | 5 octobre 2013    | 21 décembre 2013 | 12       |
| 2      | 20 septembre 2014 | 13 décembre 2014 | 12       |